# Chiesa di San Giovanni Battista (Rocchetta di Vara, Stadomelli)
La chiesa di San Giovanni Battista è un luogo di culto cattolico situato nella frazione di Stadomelli nel comune di Rocchetta di Vara, in provincia della Spezia. La chiesa è sede della parrocchia omonima del vicariato di Brugnato della diocesi della Spezia-Sarzana-Brugnato.

## Storia e descrizione

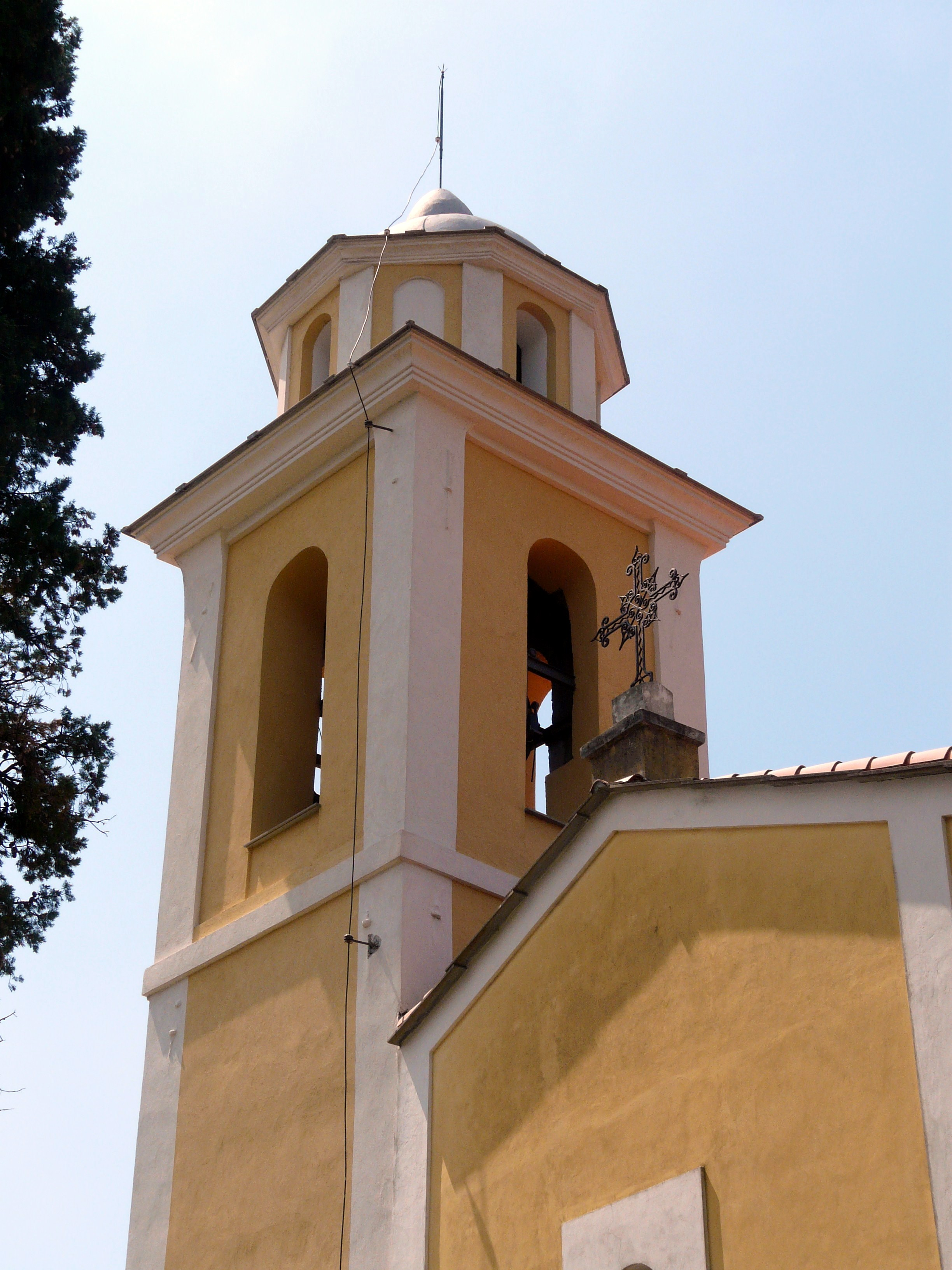
Particolare del campanile

Secondo alcuni storici locali la chiesa potrebbe essere risalente ad un periodo anteriore l'anno mille. Di certo esiste la menzione dell'edificio nelle decime del 1296-1297, citata come cappella de Stademegio e assoggetta alla diocesi di Luni.
Al suo interno la chiesa presenta un arco di origine romanica al di sopra del portone di ingresso, che nel secolo scorso, durante dei lavori di ristrutturazione, si è rischiato di perderlo incementandolo, nell'incoscienza di ciò che si aveva di fronte.